# Elías Trabulse
Elías Trabulse Atala  (Ciudad de México, 30 de enero de 1942) es un químico, historiador, escritor,  investigador y académico mexicano. Se ha especializado en la historia de la ciencia y la tecnología en México del siglo XVI al siglo XX, se ha dedicado al estudio de los manuscritos de Carlos Sigüenza y Góngora para establecer la cronología del México antiguo. Se ha diversificado en el estudio de Juana Inés de la Cruz, de la ilustración novohispana del siglo XVIII, de la minería y de la vida de José María Velasco no solamente como el pintor sino desde la perspectiva del hombre de ciencia que perteneció a la Sociedad Mexicana de Historia Natural.

## Estudios
Realizó la licenciatura en Química de 1960 a 1964 en la Facultad de Ciencias Químicas de la Universidad Nacional Autónoma de México (UNAM). De 1968 a 1971 realizó un doctorado en Historia en el Centro de Estudios Históricos de El Colegio de México obteniendo el título con la tesis Ciencia y religión en el siglo XVII. Fue alumno de José Gaos, Luis González González, Enrique Florescano, Moisés González Navarro, Jean Meyer, Jorge Alberto Manrique, María del Carmen Velázquez, Alejandra Moreno Toscano y Rafael Segovia.

## Docencia y académico
Ha impartido diversos cursos en El Colegio de México, en la Universidad Nacional Autónoma de México, en la Universidad Iberoamericana, en el Instituto Tecnológico Autónomo de México, en el Centro de Estudios Históricos de la Universidad Veracruzana, en la Universidad Autónoma de Yucatán y en la Universidad Autónoma de Chihuahua.
Es investigador de tiempo completo de El Colegio de México, es miembro de la History of Science Society desde 1968, de la Sociedad Española de Historia de las Ciencias desde 1978, de la Sociedad Mexicana de Historia de la Ciencia y Tecnología desde 1979, y de la Sociedad Latinoamericana de Historia de las Ciencias y la Tecnología desde 1983. Ingresó como miembro de número a la Academia Mexicana de la Historia en 1980 en donde ocupa el sillón 13. Ingresó como miembro de número a la Academia Mexicana de la Lengua el 12 de agosto de 1999, tomó posesión de la silla XXXIII el 24 de mayo de 2001. En 1993, fue elegido socio de número de la Real Sociedad Bascongada de Amigos del País.

## Premios y distinciones
- Premio Internacional de la American Society for Testing and Materials, por su estudio sobre la cinética de las reacciones químicas a base de peróxidos orgánicos en 1964.
- Premio Juan Pablos de la Cámara Nacional de la Industria Editorial mexicana por su obra La historia de la ciencia en México en 1984.
- Premio Sor Juana Inés de la Cruz, por la UNAM en 1986.
- Premio Internacional de Historia de la Ciencia, en Barcelona, España en 2002.

## Obras publicadas
Ha publicado más de dos centenares de artículos en revistas de México y otros países, además ha de haber preparado ediciones de las obras de Sor Juana Inés de la Cruz, Carlos Sigüenza y Góngora, Francisco Xavier de Gamboa y del historiador medieval Ibn Jaldún.  Entre sus obras destacan: 
- Ciencia y religión en el siglo XVII, (1974).
- La Revolución de Independencia de México y Estados Unidos. Un estudio comparativo, (1976).
- El círculo roto: estudios históricos sobre la ciencia en México, (1982).
- La ciencia perdida:  fray Diego Rodríguez, un sabio del siglo XVII , (1983-1987).
- Francisco Xavier Gamboa: un político criollo en la Ilustración mexicana, (1985).
- Francisco Xavier Clavijero, historiador ilustrado 1731-1787, (1987).
- La ciencia en el siglo XIX, (1987).
- Los manuscritos perdidos de Sigüenza y Góngora, (1988).
- Historia de la ciencia en México en cinco volúmenes,  (1983-1989).
- Los eclipses en el desarrollo científico e histórico de México, (1991).
- José María Velasco. Un paisaje de la ciencia en México,  (1992).
- Los minerales de la Nueva España,  (1992).
- Ciencia mexicana. Estudios históricos, (1993).
- Los orígenes de la ciencia moderna, (1994).
- Arte y ciencia en la historia de México, (1996).
- Los años finales de Sor Juana: una interpretación (1688-1695), (1998).
- La muerte de Sor Juana, (1999).
- En busca de la historia perdida. La ciencia y la tecnología en el pasado de México,  (2001).